# Marianne Mair
Marianne Mair (* 5. Juni 1989 in Bad Tölz) ist eine ehemalige deutsche Skirennläuferin. Ihre Spezialdisziplin war der Slalom. Sie fuhr im Weltcup zweimal unter die schnellsten 20 und gewann in der Saison 2008/09 die Slalomwertung des Europacups. Nach fünf Kreuzbandrissen beendete sie 2011 ihre Karriere.

## Biografie
Mair bestritt ihre ersten FIS-Rennen im November 2004 und erreichte von Beginn an gute Platzierungen. Bereits am 20. Januar 2005 hatte sie ihren ersten Einsatz im Europacup, konnte sich aber im Slalom von Lenggries nicht für den zweiten Durchgang qualifizieren. Eine Woche später erreichte sie beim Europäischen Olympischen Winter-Jugendfestival den siebenten Platz im Slalom und den zehnten Platz im Riesenslalom.
Nach einem Kreuzbandriss im Dezember 2005 musste Mair die Saison vorzeitig beenden. Im nächsten Jahr riss sie sich erneut das Kreuzband und konnte im gesamten Winter 2006/07 keine Rennen bestreiten. In der Saison 2007/08 kehrte sie wieder in den Rennsport zurück und erreichte Ende November ihre ersten Top-10-Ergebnisse im Europacup, doch am 21. Januar 2008 stürzte sie im Abfahrtstraining von St. Moritz und erlitt zum dritten Mal einen Kreuzbandriss. In der Europacupsaison 2008/09 war sie von Beginn an erfolgreich und erreichte im zweiten Rennen der Saison, dem Indoorbewerb im alpincenter Bottrop, ihren ersten Podestplatz. Es folgten noch zwei weitere Podestplätze im Slalom und mehrere Platzierungen unter den besten zehn, womit sie die Disziplinenwertung im Slalom für sich entschied.
Nach ihren Erfolgen im Europacup startete Mair am 14. Dezember 2008 im Slalom von La Molina erstmals im Weltcup. Am 4. Januar 2009 holte sie im Slalom von Zagreb mit Rang 24 die ersten Punkte. Kurz darauf belegte sie im Slalom von Garmisch-Partenkirchen den 16. Platz. Im März 2009 startete sie bei den Juniorenweltmeisterschaften und erreichte den fünften Platz im Slalom.
Am 29. November 2009 fuhr Mair im Slalom von Aspen mit Rang zwölf zu ihrem besten Weltcupergebnis. Nach einem weiteren Kreuzbandriss, den sie sich am 16. Januar 2010 beim Training für den Slalom in Maribor zuzog, musste sie die Saison vorzeitig beenden. Im Dezember 2010 gab sie ihr Comeback und trat zunächst bei FIS- und Europacuprennen an. Im Januar 2011 verletzte sie sich im Training allerdings erneut und zog sich den fünften Kreuzbandriss zu. Aufgrund ihrer zahlreichen Verletzungen gab sie im Mai 2011 ihren Rücktritt bekannt.

## Erfolge

### Juniorenweltmeisterschaften
- Garmisch-Partenkirchen 2009: 5. Slalom

### Weltcup
- 2 Platzierungen unter den besten 20

### Europacup
- Saison 2008/09: 1. Slalomwertung
- 3 Podestplätze